# Skrivregler
Skrivregler är en samling regler som syftar till språkvård.
Skrivregler behandlar vanligen exempelvis sådant som stavning, grammatik, versalisering, avstavning, särskrivning, förkortningar och skiljetecken, samt ibland även typografi.
Den grafiska motsvarigheten till skrivregler är grafisk profil.[källa behövs]

## Svenska skrivregler
Exempel på standardverk om skrivregler på svenska:
- Svenska skrivregler (bok)
- TT-språket
- Myndigheternas skrivregler